# 6893 Sanderson
6893 Sanderson este o planetă minoră (asteroid) din centura de asteroizi. A fost descoperită pe 2 septembrie 1983 la Observatorul La Silla de Henri Debehogne. 
Obiectul prezintă o orbită caracterizată de o semiaxă mare de 2,3856455 UAi, o excentricitate de 0,09, o înclinație de 5,78569 ° în raport cu ecliptica.